# Stefan de Jaeger
Pour les articles homonymes, voir De Jager ou De Jaeger et Jager.
Stefan de Jaeger est un photographe plasticien belge né à Bruxelles en 1957.
C'est un des premiers plasticiens à utiliser la photographie instantanée à partir d'appareils Polaroid afin de réaliser des grandes compositions qui rappellent la peinture,. Parallèlement, le peintre David Hockney utilisera une technique similaire, mais avec une sensibilité différente.

## Publications
- Stefan de Jaeger et Stephane Janssen, Connivences: Une Histoire D'Art /Unknown Binding, Paris, L'Yeuse, 2005, 117 p. (ISBN 9782914922074)
- Stefan de Jaeger, Le Polaroid et le Corps / The Polaroid and the Body, Paris, Créatis, 1983 (ISBN 9782902893072)
- Stefan de Jaeger, Portraits, Bruxelles, La Lettre volée, 1996, 96p.  (ISBN 2-87317-048-4)